# Therese Stählin

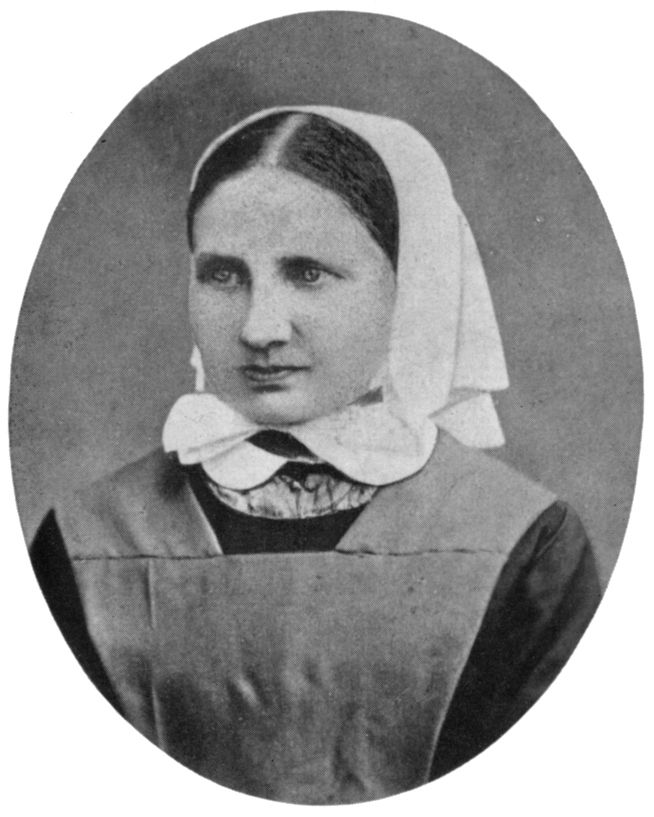
Therese Stählin

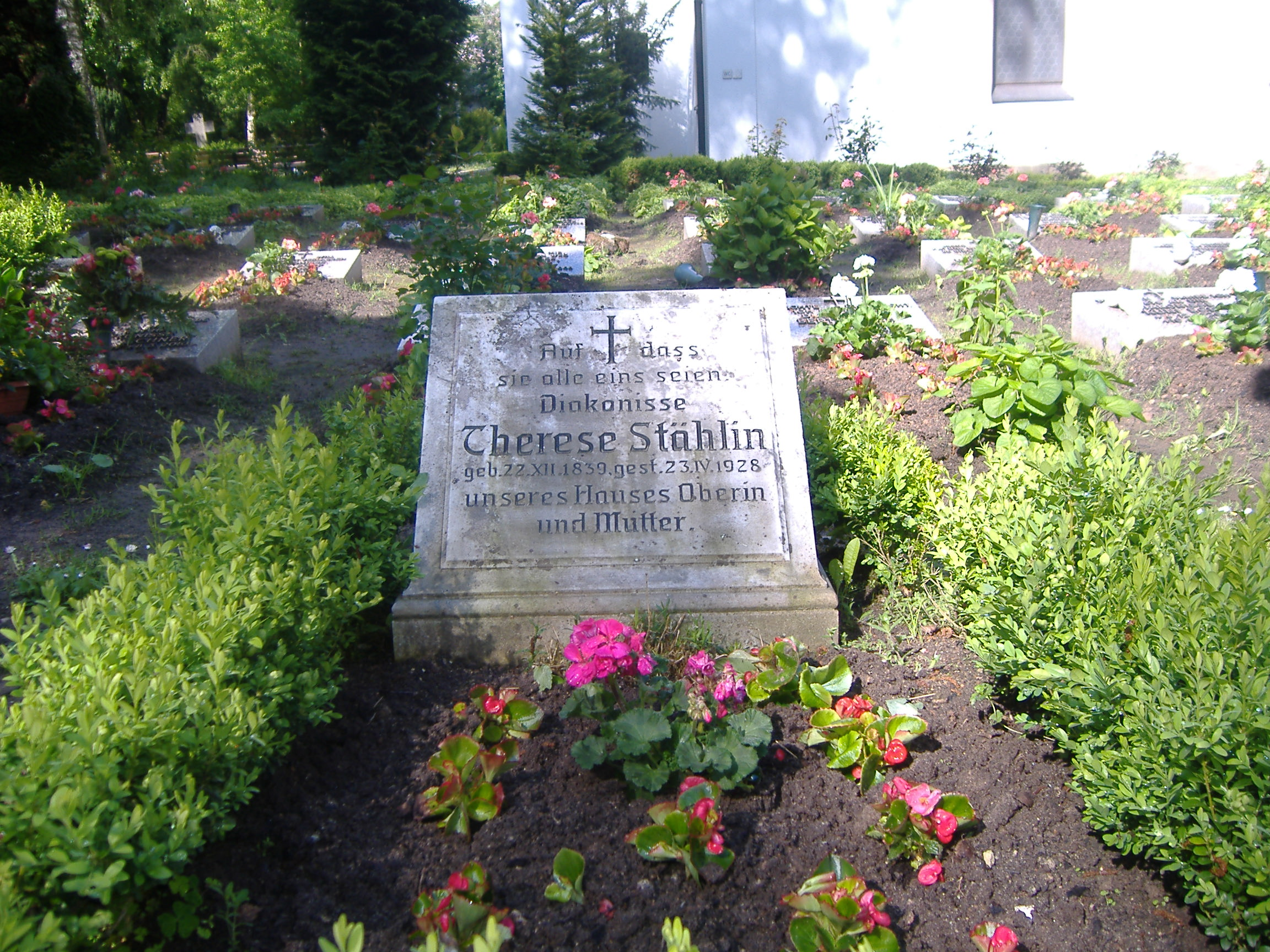
Grab auf dem Friedhof von Neuendettelsau

Therese Stählin (* 22. Dezember 1839 in Westheim (Mittelfranken); † 23. April 1928 in Neuendettelsau) war eine deutsche Diakonisse und Oberin der Diakonissenanstalt Neuendettelsau.

## Leben und Wirken
Therese Stählin war das 13. von 14 Kindern des Pfarrers Martin Stählin (1781–1855) und der Ida Brack (1796–1885). Ihre Kindheit verlebte sie in Dinkelsbühl. Das begabte Mädchen kam im Alter von 13 Jahren zu seiner Tante nach Augsburg. Dort besuchte Stählin als Externe die von Anna Barbara von Stetten gestiftete Töchterschule, die sie im Herbst 1855 erfolgreich abschloss. Bereits am 1. November 1855 ging sie nach Neuendettelsau, wo sie eine gründliche Ausbildung in allen Arbeitsfeldern der Diakonie erhielt, u. a. in den Bereichen Kinderschule, Krankenpflege, Gemeindedienst sowie Rettungshausarbeit. Zusätzlich war Stählin, die am 4. April 1857 die Einsegnung erhielt, noch in der Mädchenbildung tätig. Im Alter von 21 Jahren übertrug ihr Wilhelm Löhe die Verantwortung für die Blaue Schule, in der junge Frauen zu Diakonissen ausgebildet wurden. Die Einrichtung leitete Stählin, mit kurzer Unterbrechung, 20 Jahre lang.  Am 11. April 1883 wurde sie zur Oberin der Diakonissenanstalt gewählt. In ihrer Amtszeit arbeitete sie insgesamt mit fünf Direktoren zusammen.
Als Oberin war sie vor allem für die Organisation, Verwaltung und Ökonomie, mit ihren dazugehörenden Bereichen wie Fürsorge, Pflege und Unterricht, zuständig. Ferner trug sie Sorge für das körperliche, seelische und geistig-geistliche Wohl der ihr anvertrauten Diakonissen. Im Alter von 82 Jahren reichte Stählin ihr Rücktrittsgesuch ein. Ihren Lebensabend verbrachte sie im Feierabendhaus der Diakonissenanstalt. Heute trägt eines der Alten- und Pflegeheime der Diakonie Neuendettelsau ihren Namen.

## Werke
- Meine Seele erhebt den Herrn. Briefe, Bd. I (1854–1883), Neuendettelsau 1957
- Auf daß sie alle eins seien. Briefe, Bd. II (1883–1928), Neuendettelsau 1958